# Marcavi
Marcavi ist eine Streusiedlung im Departamento Potosí im Hochland des südamerikanischen Andenstaates Bolivien.

## Lage im Nahraum
Marcavi liegt in der Provinz José María Linares und ist ein Ort im Cantón Duraznos im Municipio Ckochas. Die Ortschaft liegt auf einer Höhe von 3492 m an der Quebrada Marcavi, die über den Río Turuchipa zum Río Pilcomayo fließt.

## Geographie
Marcavi liegt zwischen dem bolivianischen Altiplano im Westen und der Cordillera Central im Osten. Das Klima der Region ist semiarid und ein typisches Tageszeitenklima, bei dem die mittleren Temperaturschwankungen im Tagesverlauf stärker ausfallen als im Jahresverlauf.
Die Jahresdurchschnittstemperatur in der Region beträgt etwa 17 °C (siehe Klimadiagramm Betanzos), die Monatswerte schwanken nur unwesentlich zwischen 14 °C im Juni/Juli und 19 °C von November bis Januar. Die jährliche Niederschlagsmenge liegt bei knapp 500 mm, die Trockenzeit dauert von April bis Oktober mit Monatswerten unter 30 mm, nur im Januar wird ein Niederschlag von 100 mm erreicht.

## Verkehrsnetz
Marcavi liegt in einer Entfernung von 157 Straßenkilometern östlich von Potosí, der Hauptstadt des Departamentos.
Von Potosí aus führt die überregionale Nationalstraße Ruta 5 nach Nordosten über Betanzos nach Sucre und weiter in Richtung Santa Cruz im bolivianischen Tiefland. Östlich von Betanzos nach 17 Kilometern zweigt eine Landstraße in südöstlicher Richtung ab und erreicht nach acht Kilometern Ckochas, danach windet sie sich in Serpentinen hinab zu dem zwölf Kilometer entfernten Esquiri, überquert den Río Miculpaya und erreicht Melena Alta nach weiteren 20 Kilometern. Von dort sind es weitere 31 Kilometer über baumlose Höhenrücken nach Osten bis Tambillos, wobei die Straße Höhen von bis zu 4200 Meter überwindet. Von Tambillos aus sind es noch einmal vier Kilometer in südlicher Richtung bis Duraznos und weitere acht Kilometer bis Marcavi.

## Bevölkerung
Die Einwohnerzahl der Ortschaft ist in dem Jahrzehnt zwischen den letzten beiden Volkszählungen um etwa ein Fünftel zurückgegangen:
| Jahr | Einwohner         | Quelle       |
| ---- | ----------------- | ------------ |
| 1992 | keine Detaildaten | Volkszählung |
| 2001 | 94                | Volkszählung |
| 2012 | 75                | Volkszählung |
| 2024 |                   | Volkszählung |

Die Region weist einen deutlichen Anteil an Quechua-Bevölkerung auf, im Municipio Ckochas sprechen 81,9 Prozent der Bevölkerung Quechua.